# Ajuga iva
Ajuga iva (L.) Schrb., es una especie fanerógama perteneciente a la familia Lamiaceae, llamada popularmente búgula almizclada que tiene las mismas características y propiedades que Ajuga reptans.

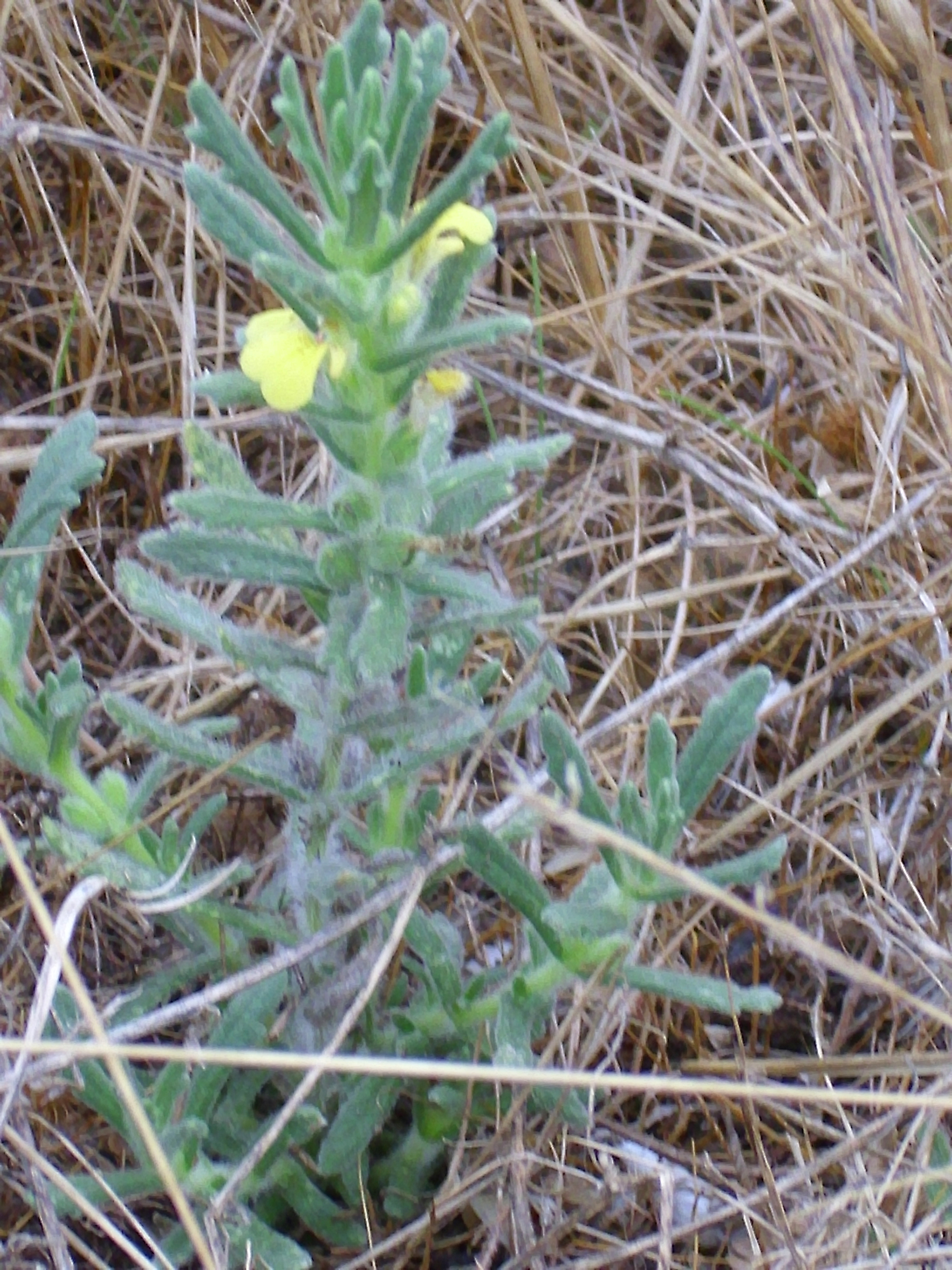
En su hábitat

## Descripción
Es una pequeña planta herbácea perenne que alcanza los 10-40 cm de altura. Tallos cuadrangulares y velludos con vástagos rastreros que cada primavera forman una nueva planta. Las hojas, ovales, pecioladas y en roseta las de la base y opuestas a pares y sésiles el resto. Las flores en tallos solitarios agrupadas en densos verticilos. 
Distribución
Se encuentra en Macaronesia y región del Mediterráneo.

## Taxonomía
Ajuga iva fue descrita por (L.) Schrb. y publicado en Plantarum Verticillatarum Unilabiatarum Genera et Species 15. 1774.
Sinonimia
- Ajuga pseudoiva DC.
- Moscharia asperifolia Forsskal
- Teucrium iva L.[2] basónimo
- Chamaepitys iva (L.) Fourr. (1869).
- Bulga iva (L.) Kuntze (1891).
- Chamaepitys moschata Garsault (1764), opus utique oppr.
- Teucrium moschatum Mill. (1768).
- Ajuga moschata (Mill.) Schreb. (1774).
- Moscharia asperidifolia Forssk. (1775).
- Moscharia arabica Vitman (1791).
- Moscharia forsskalii J.F.Gmel. (1791).
- Ajuga pseudoiva Labill. & Castagne ex DC. in J.B.A.M.de Lamarck & A.P.de Candolle (1815).
- Chamaepitys pseudoiva (Labill. & Castagne ex DC.) Fourr. (1869).
- Abiga cistifolia St.-Lag. (1880).
- Ajuga humilis Porta (1891), nom. illeg.
- Bugula moschata (Mill.) Bubani (1897). [3]

Nombres comunes
- Castellano: abiga, antilide hembra, antilide segunda, hierba clin, hierba crin, hierba de vaca, iva, iva común, iva menor, iva moscada, pinillo, pinillo alcanforado, pinillo almizclado, pinillo amizclado, pinillo con olor de almizcle, pinillo oloroso, quina, quina de España, yerba clin.[2]

## Usos
- Es astringente y contra la diarrea por su tanino.
- Es un tónico amargo que mejora la digestión.
- Cruda, masticada o en infusión , baja los niveles de glucemia en sangre muy rápido, coadyuvante en diabetes.
- En vía externa, cicatriza las heridas.[4]

Principios activos: Abundantes taninos. Heterósidos iridoideos: aucubósido (derivado del harpágido). Ácidos fenolcarboxílicos: cafeico, clorogénico. Ajugarina.
Indicaciones: Popularmente se considera astringente (antidiarréico, cicatrizante) y estimulante del apetito. Indicado para diarreas. Inapetencia. En uso tópico: heridas y ulceraciones dérmicas, bucales o corneales, blefaritis, conjuntivitis, parodontitis, faringitis, dermatitis, eritemas, prurito, vulvovaginitis.
Contraindicado con gastritis, úlcera gastroduodenal: los taninos pueden irritar la mucosa gástrica. Este efecto secundario se puede paliar asociándolo a drogas con mucílagos, como el malvavisco.
 Aviso médico